# 埔前镇
埔前镇是中国广东省河源市源城区下辖的一个镇，位于河源市南部。辖区总面积162平方公里，下辖1个社区16个村，常住人口4.35万人，外来人口4万人。工业总产值11亿元。已建成的工业园区有广晟工业园、大亨工业村、长坑工业园。畜牧业主要发展养殖温氏猪、温氏鸡。全镇有林地面积14万亩，森林覆盖率46.4%，林木绿化率46.5%。

## 行政区划
下辖1个社区，16个村：
埔前社区、河背村、杨子坑村、南陂村、双头村、中田村、赤岭村、莲塘岭村、坪围村、罗塘村、埔前村、上村、高围村、陂角村、大塘村、泥金村和高埔村。

## 交通
205国道、 惠河高速公路、 粤赣高速公路、京九铁路穿越该辖区。
- 京九铁路：埔前站